# Chasmias paludator
Chasmias paludator là một loài tò vò trong họ Ichneumonidae.